# Grube Idria
Die Grube Idria ist eine ehemalige Buntmetallerz-Grube des Bensberger Erzreviers im Naturschutzgebiet Hardt von Bergisch Gladbach. Als einzige Grube im gesamten Revier war sie auf Quecksilber verliehen. Das Gelände gehört zum Stadtteil Bensberg. Der Hauptbetriebspunkt lag im Milchborntal nördlich von der Badeanstalt.

## Geschichte
Aufgrund einer Generalbelehnung auf Quecksilber für das gesamte Herzogtum Jülich und Berg vom 8. Oktober 1738 nahm der Hofrat Gumpertz „eine Grube bei Bensberg in Betrieb“. Es kann sich dabei nur um die Grube Idria gehandelt haben, weil es die einzige Quecksilbergrube im gesamten Bensberger Erzrevier war. Unter der Bezeichnung „Das hoffende Glück“ beantragten am 22. Dezember 1764 Johann Peter Weck und Konsorten einen Mutschein, den sie mit Datum vom 3. Januar 1765 erhielten. Die Belehnung erfolgte auf ihren besonderen Antrag hin am 15. April 1765 mit einer Fundgrube und 20 Maß samt Erbstollengerechtigkeit. Johann Christian Welter ließ sich unter dem 16. Februar 1773 einen Mutschein auf 20 Maß desselben Bergwerks und am 1. Mai 1773 auf weitere 10 Maß ausstellen.
Über hundert Jahre später erteilte das Oberbergamt Bonn am 8. Oktober 1880 erneut eine Verleihung des Grubenfeldes auf Quecksilber jetzt mit dem Namen Idria. Der Name Idria geht zurück auf die weltbekannte Quecksilber-Lagerstätte „Idrija“ westlich von Ljubljana nahe der gleichnamigen Bergbaustadt Idrija in Slowenien.

## Bodendenkmal

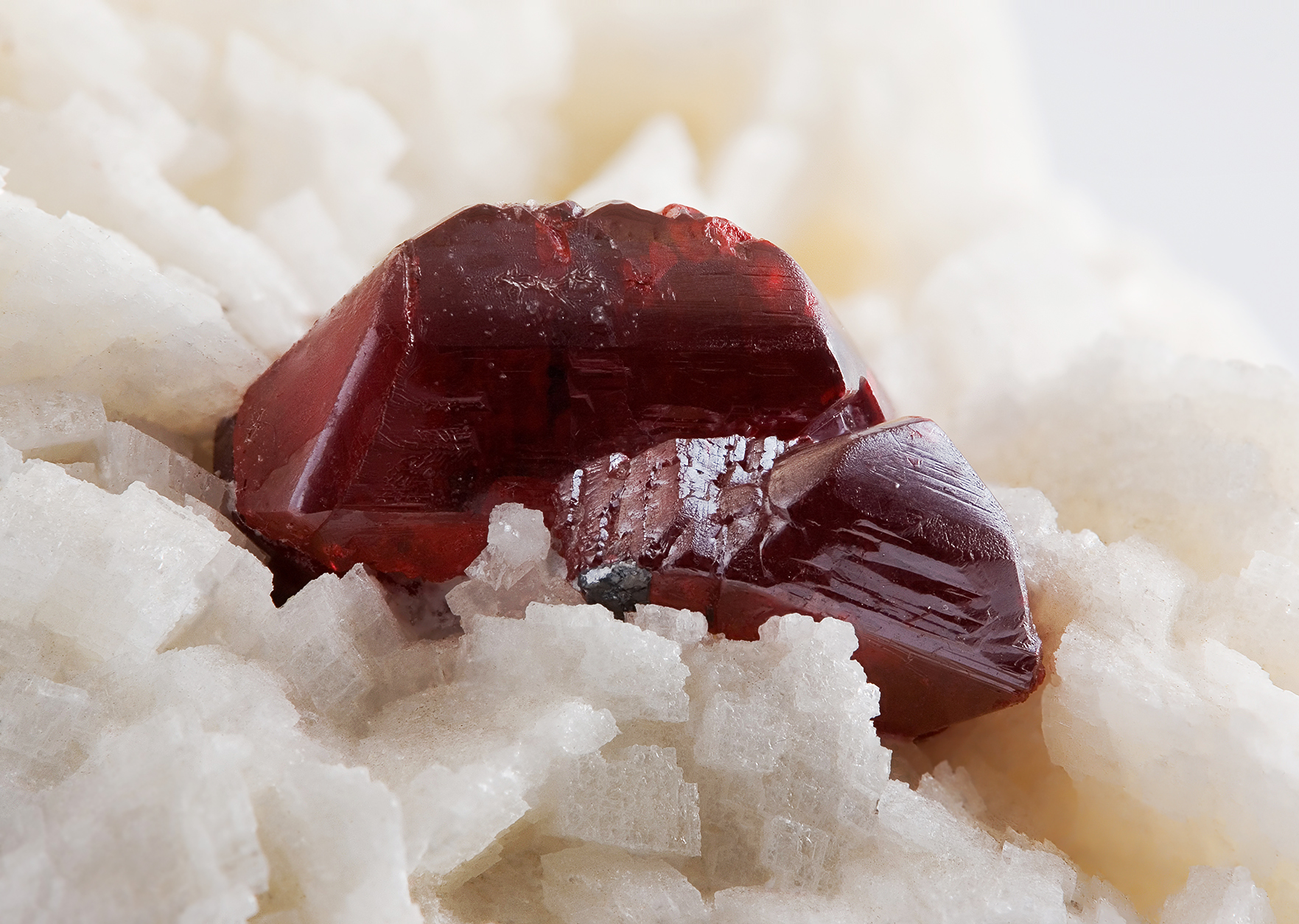
Cinnabarit (Zinnober)

## Betrieb und Anlagen
Die Überlieferungen über den Betrieb der Grube Idria behandeln jeweils einzelne Etappen. So habe die Gewerkschaft Weck & Comp. den Betrieb von 1765 bis 1790 geführt. Die Rede ist von Quecksilbererzen, die nieren- und nesterweise 1/4 bis 1/2 Zoll mächtig vorgekommen seien. Es kam meistens Zinnober, aber auch gediegenes Quecksilber vor. Die Weiterverarbeitung erfolgte in einer Hütte im Milchborntal, die den Namen „Laboratorium“ trug. In den Jahren 1819 bis 1824 wurden auf Staatskosten Versuchsarbeiten durchgeführt. Unter anderem trieb man auf der Suche nach einem erzführenden Gang von einem 12 m tiefen Gesenk aus eine Strecke nach Süden vor. Da sich kein Erfolg einstellte, gab man die Versuchsarbeiten wieder auf. Weitere Versuchsarbeiten von 1894 bis 1896 brachten ebenfalls kein befriedigendes Ergebnis, so dass anschließend alle Betriebstätigkeiten eingestellt wurden.